# Turanomyia fedtshenkoi
Turanomyia fedtshenkoi är en tvåvingeart som beskrevs av Boris Borisovitsch Rohdendorf och Yu. G. Verves 1979. Turanomyia fedtshenkoi ingår i släktet Turanomyia och familjen köttflugor.
Artens utbredningsområde är Uzbekistan. Inga underarter finns listade i Catalogue of Life.